# Super high frequency
Super high frequency (o SHF) si riferisce a radio frequenze (RF) nell'intervallo che va da 3 GHz a 30 GHz. Anche conosciuta come banda centimetrica o onde centimetriche dal momento che le lunghezze d'onda vanno da uno a dieci centimetri.

## Descrizione
L'International Telecommunication Union (ITU), un'agenzia internazionale dell'ONU per la standardizzazione mondiale delle telecomunicazioni, ha stabilito che le super high frequency vanno da 100 mm a 10 mm, ovvero da 3 GHz a 30 GHz. In questa banda si trovano anche le microonde. Queste frequenze sono usate per dispositivi a microonde, WLAN, ponti radio terrestri, comunicazioni satellitari e radar.

## Applicazioni

### Ricerca scientifica
La banda in questione è sfruttata nell'ambito della radioastronomia e del telerilevamento. In particolare, alla frequenza dei 10 GHz radar, permettono di localizzare le nubi temporalesche e di determinare l'intensità delle precipitazioni.

### Radioamatori
In questa banda i Radioamatori hanno assegnate tre porzioni di banda:
5,7 GHz;
10 GHz;
24 GHz.
La disponibilità di componenti e dispositivi a queste frequenze ha consentito un largo utilizzo, di queste bande, da parte dei Radioamatori, in particolare a 10 GHz è da segnalare la possibilità di effettuare collegamenti bilaterali con distanze anche di 800 km, senza l'utilizzo di ripetitori attivi, ma utilizzando, per esempio, le gocce d'acqua dei temporali ed il metallo degli aerei. Per piccoli periodi di tempo. Lo scopo del radioamatore è di osservare il comportamento dell'atmosfera a questa frequenza, effettuando collegamenti bilaterali, di maggiore lunghezza possibile, in diverse ore della giornata ed in diverse situazioni meteorologiche.